# 復興特別税
復興特別税（ふっこうとくべつぜい）とは、東日本大震災からの復興のための施策を実施するために必要な財源の確保に関する特別措置法に基づいて、東日本大震災からの復興施策に必要な財源を確保するために課されることとなった日本の税金。復興特別法人税及び復興特別所得税からなる。これらは日本学術会議から提言された。
この他、復興の基本理念に基づいた防災のための施策（平成23年度 - 平成27年度）に要する費用の財源を確保する目的で課される住民税増税分（地方税）も含まれる

## 概要
東日本大震災による復興財源の確保を目的として、所得税・住民税・法人税に上乗せするという形で徴収される。所得税は2013年（平成25年）1月1日からの25年間、税額に2.1%を上乗せするという形で徴収される。法人税は2012年（平成24年）4月1日以降から始まる事業年度からの2年間、減税を一旦実施した上で、税額の10％を追加徴収する。住民税は2014年度（平成26年度）から10年間、年間（給与から天引きの特別徴収では6月から翌年5月）1,000円引き上げる。
税の使途は、復興費用及び償還費用（復興債に限定）としており、日本国政府はこれらの増税で10.5兆円を捻出する予定。
なお、復興特別たばこ税の導入が検討され、国会に提出された政府案には含まれていたが、衆議院の修正で削除された。また復興特別所得税の課税期間を10年間から25年間に、税率を4%から2.1%に修正なども、衆議院の修正で行われた。

## 経緯
- 2011年3月11日 - 東日本大震災発生。
- 2011年4月15日 - 菅直人内閣東日本大震災復興構想会議初会合で議長が「震災復興税」を提起[8]
- 2011年10月11日 - 政府税制調査会が税制改正大綱を決定。
- 2011年11月30日 - 参議院本会議で復興財源確保法、地方財確法が可決、成立。（第179回国会）
- 2011年12月2日 - 復興財源確保法、地方財確法が公布。
- 2012年1月25日 - 復興特別法人税に関する政令、省令が公布。
- 2012年4月1日 - 同法が施行。復興特別法人税の課税を導入。
- 2013年1月1日 - 復興特別所得税の課税を導入。
- 2014年3月31日 - 復興特別法人税の課税が終了。
- 2037年12月31日 - 復興特別所得税の課税が終了予定。

## 復興特別法人税
2012年（平成24年）4月1日から2014年（平成26年）3月31日までの2年間の事業に対し課税された。
当初は3年間の予定であったが、2013年（平成25年）12月2日、自民党・公明党の両党は与党税制協議会で、復興特別法人税の1年前倒し廃止を正式決定し、平成26年の税制改正法（所得税法等の一部を改正する法律（平成26年法律第10号））の成立により、短縮が法的に確定した。

## 復興特別所得税
2013年（平成25年）1月1日から2037年（令和19年）12月31日までの25年間にわたり、基準所得税額の2.1%分の金額が復興特別所得税として課税される。税額の算式は以下の通りである。
復興特別所得税額 = 基準所得税額 × 0.021 = 課税所得金額 × （所得税率（%） ÷ 100） × 0.021
上の式から、課税所得金額から見た復興特別所得税の税率は以下のようになる。
復興特別所得税の税率（%） = 所得税率（%） × 0.021
なお、上記期間中において、銀行預金に課される復興特別所得税は0.315%分となっており、国税トータルでは15.315%（個人のみ、地方税5%を含めたトータルは20.315%）が課される。

## 住民税
2014年（平成26年度）から2023年（令和5年度）まで10年間にわたり、住民税の均等割に対し、道府県民税、市町村民税を各500円（総合計1,000円）を加算する。

## 税収の推移
国税分は、東日本大震災復興特別会計に組入れられる。
- 2012年（平成24年）度：511億3900万円[10]
- 2013年（平成25年）度：3338億4700万円[11]
- 2014年（平成26年）度：3491億9300万円[12]
- 2015年（平成27年）度：3706億9000万円[13]
- 2016年（平成28年）度：3670億9900万円[14]
- 2017年（平成29年）度：3939億500万円[15]
- 2018年（平成30年）度：4154億2000万円[16]
- 2019年（令和元年）度：4001億4000万円[17]
- 2020年（令和2年）度：4016億2100万円[18]
- 2021年（令和3年）度：4466億6700万円[19]
- 2022年（令和4年）度：4705億4400万円[20]

### 復興特別法人税
- 2012年（平成24年）度：6493億7200万円[10]
- 2013年（平成25年）度：1兆2043億1300万円[11]
- 2014年（平成26年）度：4327億5100万円[12]

## 問題点
- 成人書籍の電子化や地方アイドル、無人島への防潮堤工事など復興とは関係の無いまたは薄い事業や自治体などに税金が流用されていることが発覚している[21][22][23][24][25]。
- 復興特別税などを原資とした国費が、東日本大震災の復興事業に参加したゼネコン（鹿島建設・清水建設、安藤・間、大成建設など）の支店の幹部らに提供する目的で、各社の複数の下請会社によって裏金として捻出されていたことが、2020年7月27日に朝日新聞の報道で判明している[26]。

## 共同提言者・賛同者
共同提言者
- 伊藤隆敏（東京大学）、伊藤元重（東京大学）、浦田秀次郎（早稲田大学）、大竹文雄（大阪大学）、齊藤誠（一橋大学）、塩路悦朗（一橋大学）、土居丈朗（慶応義塾大学）、樋口美雄 （慶応義塾大学）、深尾光洋（慶応義塾大学）、八代尚宏（国際基督教大学）、吉川洋（東京大学）

賛同者
- (★印のついた者は「第3提言の賛成は留保」)、青木浩介（東京大学）、青木玲子（一橋大学）★、赤林英夫（慶應義塾大学）、安藤光代（慶應義塾大学）、井伊雅子（一橋大学）、飯塚敏晃（東京大学）、池尾和人（慶應義塾大学）、生藤昌子（大阪大学）、石川城太（一橋大学）、市村英彦（東京大学）★、伊藤恵子（専修大学）、岩井克人（国際基督教大学）、祝迫得夫（一橋大学）、岩壷健太郎（神戸大学）、宇南山卓（神戸大学）、大来洋一（政策研究大学院大学）、大野泉（政策研究大学院大学）、大橋和彦（一橋大学）、大橋弘（東京大学）、岡崎哲二（東京大学）、小川英治（一橋大学）、小川一夫（大阪大学）、小川直宏（日本大学）、翁邦雄（京都大学）★、翁百合（日本総合研究所）、奥平寛子（岡山大学）、奥野正寛（流通経済大学）、小塩隆士（一橋大学）、小幡績（慶應義塾大学）、嘉治佐保子（慶應義塾大学）、勝悦子（明治大学）、金本良嗣（政策研究大学院大学）、川口大司（一橋大学）、川﨑健太郎（東洋大学）、川西諭（上智大学）、北村行伸（一橋大学）、木村福成（慶應義塾大学）、清田耕造（横浜国立大学）、清滝信宏（プリンストン大学）、國枝繁樹（一橋大学）、久原正治（九州大学）、グレーヴァ香子（慶應義塾大学）、黒崎卓（一橋大学）、黒田祥子（早稲田大学）、玄田有史（東京大学）、鯉渕賢（中央大学）、小林慶一郎（一橋大学）、小峰隆夫（法政大学）、近藤春生（西南学院大学）、西條辰義（大阪大学）、櫻川幸恵（跡見学園女子大学）、櫻川昌哉（慶應義塾大学）、佐々木百合（明治学院大学）、佐藤清隆（横浜国立大学）、佐藤泰裕（大阪大学）、澤田康幸（東京大学）、清水順子（専修大学）、新海尚子（名古屋大学）、鈴村興太郎（早稲田大学/ケンブリッジ大学トリニティ・カレッジ）、清家篤 (慶應義塾大学)、瀬古美喜 (慶應義塾大学)、高木信二（大阪大学）、高山憲之（一橋大学）、武田史子（東京大学）、田近栄治（一橋大学）、田渕隆俊（東京大学）、田村晶子（法政大学）、田谷禎三（立教大学）、中条潮（慶應義塾大学）、筒井義郎（大阪大学）、常木淳（大阪大学）、釣雅雄（岡山大学）、中田大悟（経済産業研究所）、中村洋（慶應義塾大学）、長倉大輔（慶應義塾大学）、畠田敬（神戸大学）、林文夫（一橋大学）、原田喜美枝（中央大学）、深川由起子（早稲田大学）、福田慎一（東京大学）★、藤井眞理子（東京大学）、藤田昌久（経済産業研究所）、星岳雄（UCSD）、細田衛士（慶應義塾大学）、細野薫（学習院大学）、堀宣昭（九州大学）、本多佑三（関西大学）、本間正義（東京大学）、前原康宏（一橋大学）、松井彰彦（東京大学）★、三浦功（九州大学）、三重野文晴（神戸大学）、三野和雄（京都大学）、森棟公夫（椙山女学園）★、柳川範之（東京大学）、藪友良（慶應義塾大学）、山上秀文（近畿大学）、家森信善（名古屋大学）、吉野直行（慶應義塾大学）、若杉隆平（京都大学）、和田賢治（慶應義塾大学）、渡辺智之（一橋大学）